# Luc-en-Diois
Luc-en-Diois ist eine französische Gemeinde mit 589 Einwohnern (Stand: 1. Januar 2022) im Département Drôme in der Region Auvergne-Rhône-Alpes (vor 2016 Rhône-Alpes). Sie gehört zum Arrondissement Die, zum Kanton Le Diois (bis 2015: Kanton Luc-en-Diois) und zum 2001 gegründeten Kommunalverband Diois.

## Geographie
Luc-en-Diois liegt etwa 55 Kilometer südöstlich von Valence. Nachbargemeinden von Luc-en-Diois sind Menglon im Norden und Nordosten, Miscon im Osten und Nordosten, Lesches-en-Diois im Osten und Südosten, Beaumont-en-Diois im Süden, Poyols im Westen und Südwesten, Montlaur-en-Diois im Westen und Nordwesten sowie Recoubeau-Jansac im Westen.
Die Gemeinde liegt im Weinbaugebiet Châtillon-en-Diois und an der früheren Route nationale 93 (heutige D93).

## Geschichte
Reste einer römischen Siedlung, die wohl seit dem ersten vorchristlichen Jahrhundert bestand, befinden sich im Boden um den heutigen Ort herum.

### Bevölkerungsentwicklung
| Jahr                       | 1962 | 1968 | 1975 | 1982 | 1990 | 1999 | 2006 | 2016 |
| -------------------------- | ---- | ---- | ---- | ---- | ---- | ---- | ---- | ---- |
| Einwohner                  | 545  | 518  | 452  | 450  | 478  | 490  | 526  | 489  |
| Quellen: Cassini und INSEE |      |      |      |      |      |      |      |      |

## Sehenswürdigkeiten
- Kirche der Heiligen Jungfrau (Église de la Sainte-Vierge)
- Protestantische Kirche
- Der Statuenmenhir von Die wird im Archäologischen Museum von Die und Luc-en-Diois (Musée de Die et du Diois) ausgestellt.

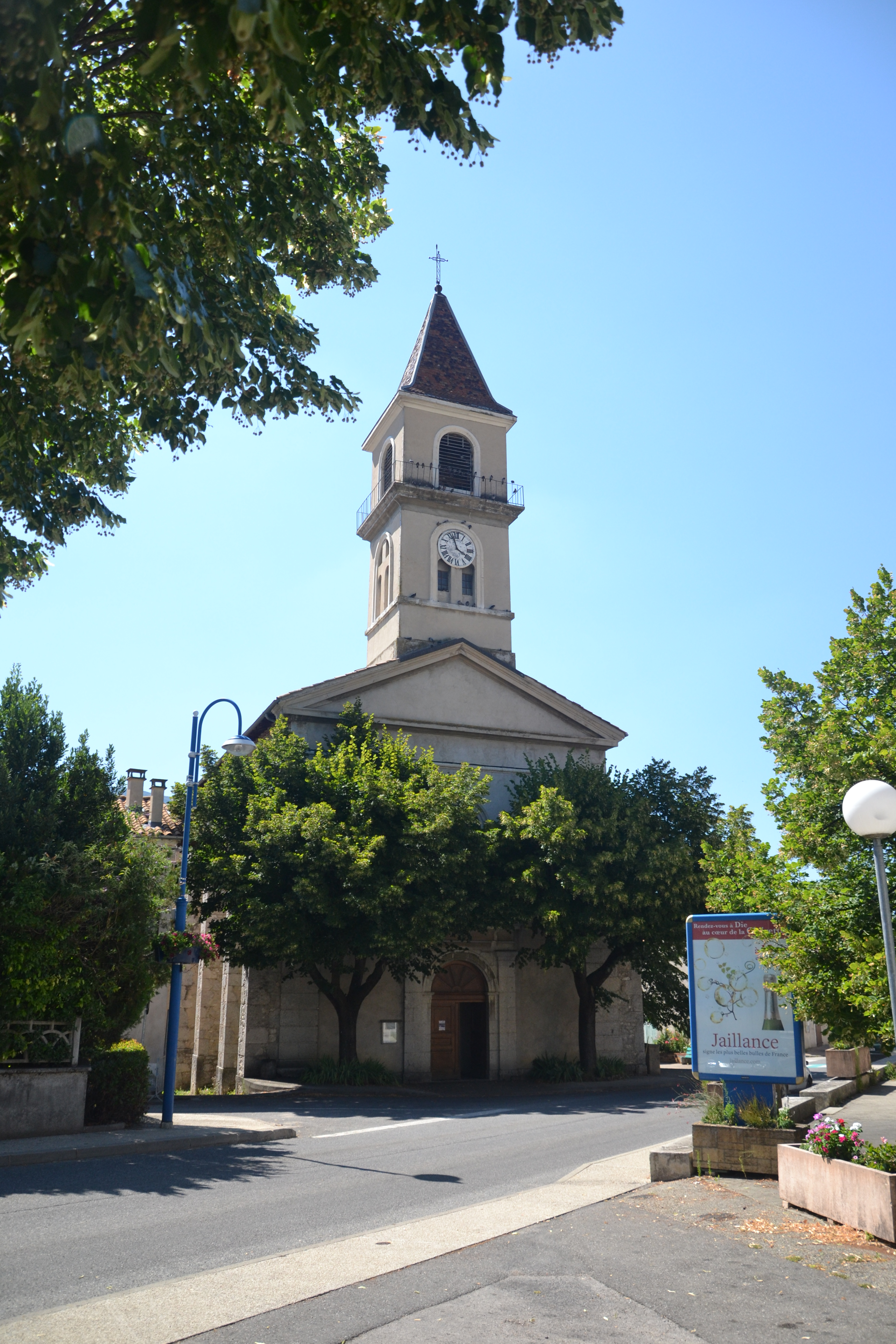
Kirche der Heiligen Jungfrau
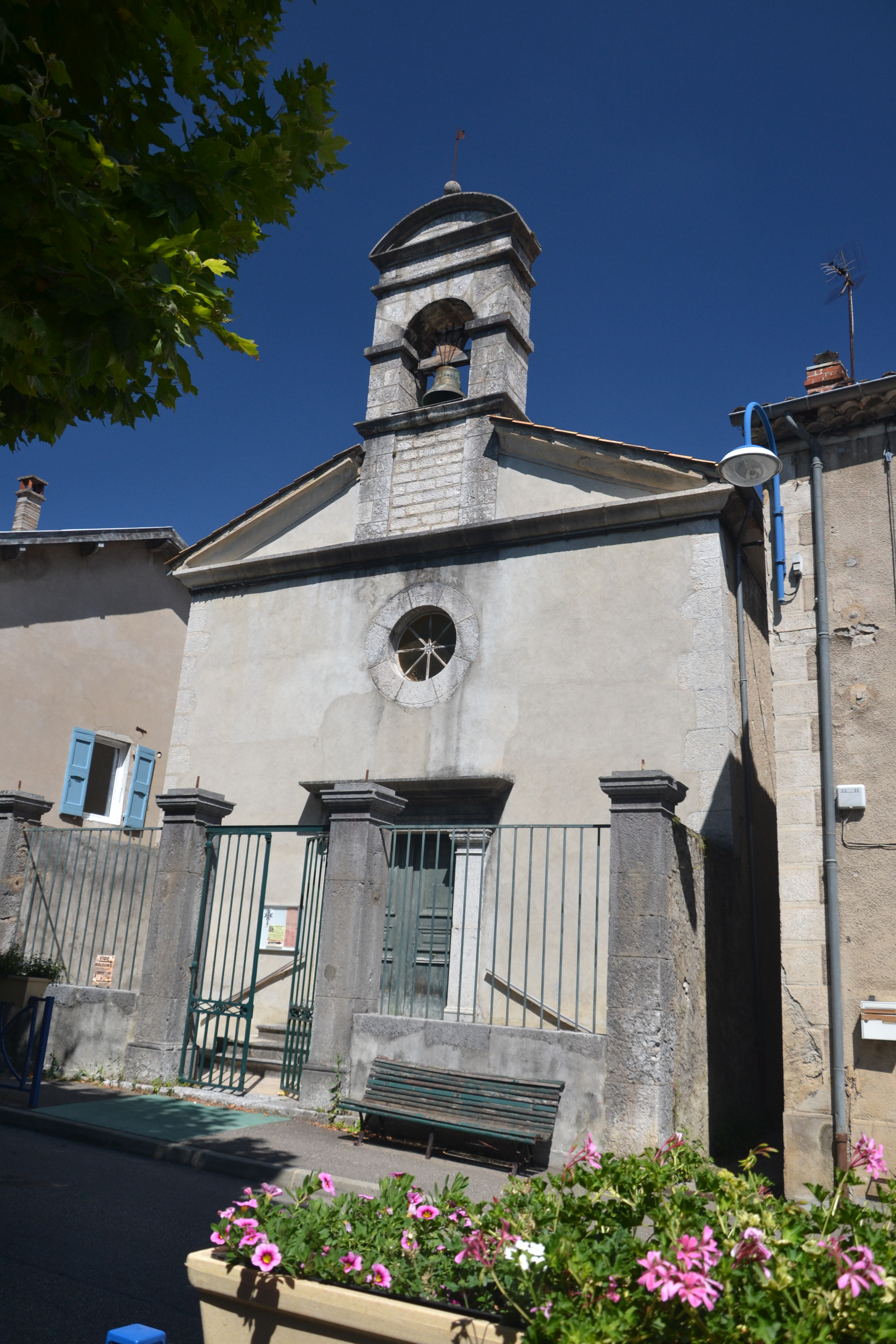
Protestantische Kirche